# Rugby sevens nos Jogos Olímpicos de Verão de 2020
Os torneios de rugby sevens nos Jogos Olímpicos de Verão de 2020 foram disputados entre 26 e 31 de julho de 2021 no Estádio de Tóquio, em Tóquio, no Japão. Originalmente programado para ser realizado em 2020, em 24 de março de 2020 as Olimpíadas foram adiadas para 2021 devido à pandemia de COVID-19, o que fez com que não houvesse espectadores nas partidas.
Um total de 24 equipes (12 em cada gênero) competiram no torneio. Em oposição ao calendário de 2016, a disputa masculina foi realizada primeiro, em um total de três dias (27–29 de julho), com a competição feminina acontecendo de 30 de julho a 1 de agosto e culminando com a sessão da medalha de ouro.

## Qualificação
Um total de 12 vagas foram distribuídas para ambos os torneios, sendo que por ser país-sede, o Japão tinha uma vaga garantida em cada um. 
As quatro melhores equipes da Série Mundial de Rugby Sevens de 2018–19 garantindo suas vagas. Posteriormente, a qualificação foi determinada com cada uma das seis confederações continentais determinando um representante, e a vaga de qualificação final decidida por meio de um torneio pré-olímpico mundial.
Cada equipe classificada poderia inscrever até 12 jogadores, porém em julho de 2021, o Comitê Olímpico Internacional permitiu que os reservas também competissem devido à pandemia de COVID-19. Isso significava que cada equipe poderia ter até 12 jogadores mais um suplente.
Masculino
| Método                                            | Data                                        | Local       | Vagas | Classificado   |
| ------------------------------------------------- | ------------------------------------------- | ----------- | ----- | -------------- |
| País-sede                                         | —                                           | —           | 1     | Japão          |
| Série Mundial de 2018–19                          | 30 de novembro de 2018 – 2 de junho de 2019 | Vários      | 4     | Fiji           |
| Série Mundial de 2018–19                          | 30 de novembro de 2018 – 2 de junho de 2019 | Vários      | 4     | Estados Unidos |
| Série Mundial de 2018–19                          | 30 de novembro de 2018 – 2 de junho de 2019 | Vários      | 4     | Nova Zelândia  |
| Série Mundial de 2018–19                          | 30 de novembro de 2018 – 2 de junho de 2019 | Vários      | 4     | África do Sul  |
| Torneio de Qualificação da América do Sul de 2019 | 29–30 de junho de 2019                      | Santiago    | 1     | Argentina      |
| Campeonato da RAN de 2019                         | 6–7 de julho de 2019                        | George Town | 1     | Canadá         |
| Torneio de Qualificação da Europa de 2019         | 13–14 de julho de 2019                      | Colomiers   | 1     | Grã-Bretanha   |
| Campeonato da Oceania de 2019                     | 7–9 de novembro de 2019                     | Suva        | 1     | Austrália      |
| Campeonato Africano de 2019                       | 8–9 de novembro de 2019                     | Joanesburgo | 1     | Quênia         |
| Torneio de Qualificação da Ásia de 2019           | 23–24 de novembro de 2019                   | Incheon     | 1     | Coreia do Sul  |
| Torneio Final de Qualificação Olímpica de 2020    | 19–20 de junho de 2021                      | Mônaco      | 1     | Irlanda        |
| Total                                             | Total                                       | Total       | Total | 12             |

Feminino
| Método                                            | Data                                        | Local       | Vagas | Classificado   |
| ------------------------------------------------- | ------------------------------------------- | ----------- | ----- | -------------- |
| País-sede                                         | —                                           | —           | 1     | Japão          |
| Série Mundial de 2018–19                          | 20 de outubro de 2018 – 16 de junho de 2019 | Vários      | 4     | Nova Zelândia  |
| Série Mundial de 2018–19                          | 20 de outubro de 2018 – 16 de junho de 2019 | Vários      | 4     | Estados Unidos |
| Série Mundial de 2018–19                          | 20 de outubro de 2018 – 16 de junho de 2019 | Vários      | 4     | Canadá         |
| Série Mundial de 2018–19                          | 20 de outubro de 2018 – 16 de junho de 2019 | Vários      | 4     | Austrália      |
| Torneio de Qualificação da América do Sul de 2019 | 1–2 de junho de 2019                        | Lima        | 1     | Brasil         |
| Campeonato da RAN de 2019                         | 6–7 de julho de 2019                        | George Town | 0     | —              |
| Torneio de Qualificação da Europa de 2019         | 13–14 de julho de 2019                      | Cazã        | 1     | Grã-Bretanha   |
| Campeonato Africano de 2019                       | 12–13 de outubro de 2019                    | Jemmal      | 1     | Quênia         |
| Campeonato da Oceania de 2019                     | 7–9 de novembro de 2019                     | Suva        | 1     | Fiji           |
| Torneio de Qualificação da Ásia de 2019           | 9–10 de novembro de 2019                    | Cantão      | 1     | China          |
| Torneio Final de Qualificação Olímpica de 2020    | 19–20 de junho de 2021                      | Mônaco      | 2     | França         |
| Torneio Final de Qualificação Olímpica de 2020    | 19–20 de junho de 2021                      | Mônaco      | 2     | Rússia         |
| Total                                             | Total                                       | Total       | Total | 12             |

- Notas:

1. 1 2  A Grã-Bretanha garantiu a classificação pela performance da Inglaterra, embora também pudesse selecionar jogadores da Escócia e do País de Gales para os Jogos Olímpicos.
2. 1 2  Com a qualificação de Estados Unidos e Canadá pela Série Mundial de 2018–19, a vaga para o campeão da RAN foi realocada para o torneio de qualificação olímpica.
3. ↑  A África do Sul venceu o torneio qualificatório, porém recusou a vaga devido à política de rejeitar vagas de torneios continentais. Quênia, como segunda colocada, se classificou em seu lugar.[8]
4. ↑  A Rússia não pode competir usando seu nome e bandeira devido a uma sanção imposta pelo Comitê Olímpico Internacional por violações de doping.[9]

## Calendário
Os torneios de rugby sevens se iniciaram com a competição masculina, entre 26 e 28 de julho, seguido da disputa feminina entre 29 e 31 de julho de 2021.
| FG | Fase de grupos | PC | Partidas de classificação | QF | Quartas de final | SF | Semifinal | F | Finais |

| M | Manhã | N | Noite |

| Data →    | 26 jul | 26 jul | 27 jul | 27 jul | 27 jul | 28 jul | 28 jul | 28 jul | 28 jul | 29 jul | 29 jul | 30 jul | 30 jul | 30 jul | 31 jul | 31 jul | 31 jul | 31 jul |
| Evento ↓  | M      | N      | M      | N      | N      | M      | M      | N      | N      | M      | N      | M      | N      | N      | M      | M      | N      | N      |
| --------- | ------ | ------ | ------ | ------ | ------ | ------ | ------ | ------ | ------ | ------ | ------ | ------ | ------ | ------ | ------ | ------ | ------ | ------ |
| Masculino | FG     | FG     | FG     | PC     | QF     | PC     | SF     | PC     | F      |        |        |        |        |        |        |        |        |        |
| Feminino  |        |        |        |        |        |        |        |        |        | FG     | FG     | FG     | PC     | QF     | PC     | SF     | PC     | F      |

## Quadro de medalhas
| Ordem | País              | Medalha de ouro | Medalha de prata | Medalha de bronze |   | Ordem por total |
| ----- | ----------------- | --------------- | ---------------- | ----------------- | - | --------------- |
| 1     | NZL Nova Zelândia | 1               | 1                |                   | 2 | 1               |
| 2     | FIJ Fiji          | 1               |                  | 1                 | 2 | 1               |
| 3     | FRA França        |                 | 1                |                   | 1 | 2               |
| 4     | ARG Argentina     |                 |                  | 1                 | 1 | 2               |
| TOTAL | TOTAL             | 2               | 2                | 2                 | 6 | —               |